# ヨルダンの鉄道
ヨルダンの鉄道では、ヨルダンにおける鉄道について記す。

## 軌間
ヨルダンの鉄道の軌間は狭軌（1,050mm）である。（距離：507km）

## 鉄道史
ヒジャーズ鉄道を参照。

## 事業者
- ヒジャーズ・ヨルダン鉄道（英語版） アンマン - ザルカ - マフラク
- アカバ鉄道（貨物列車のみ運行） マアーン - アカバ

## 隣接国との鉄道接続状況
- シリア - 接続あり、ただし軌間が異なる（ヨルダン1050mm、シリア1435mm）。
- イラク - 接続なし
- サウジアラビア - 接続なし
- イスラエル - 接続なし
- パレスチナ国（ヨルダン川西岸地区） - 接続なし